# Государственный строй КНР
Государственный строй Китайской Народной Республики основан на конституции КНР, согласно которой «Китайская Народная Республика есть социалистическое государство демократической диктатуры народа, руководимое рабочим классом (через Коммунистическую партию Китая) и основанное на союзе рабочих и крестьян. Согласно этим конституционным положениям, в стране установлен социалистический строй, вся власть принадлежит народу, народ осуществляет государственную власть через Всекитайское собрание народных представителей и местные собрания народных представителей различных ступеней.»
В состав государственных органов КНР входят:
- органы государственной власти (Всекитайское собрание народных представителей и местные советы народных представителей различных ступеней)
- Председатель Китайской Народной Республики
- государственные административные органы (Государственный совет КНР и местные народные правительства различных ступеней)
- Центральный военный совет КНР
- государственные судебные органы — народные суды
- государственные органы юридического надзора — народные прокуратуры

Общая численность государственных служащих в КНР относительно невелика — 7171 тыс. человек (2013 год, официальные данные).

## Всекитайское собрание народных представителей (ВСНП)
ВСНП — высший орган государственной власти КНР. В его состав входят депутаты, избранные от провинций, автономных районов, городов центрального подчинения и вооружённых сил. Депутаты ВСНП избираются на срок 5 лет.
Постоянно действующим органом ВСНП является его постоянный комитет, который ответственен перед ВСНП и ему подотчётен. Постоянный комитет осуществляет функции высшего органа государственной власти и работает под контролем ВСНП в период между сессиями ВСНП. Сессии ВСНП обычно созываются Постоянным комитетом ВСНП раз в год.

## Председатель КНР
Председатель КНР на основании решений ВСНП и его Постоянного комитета
- опубликовывает законы;
- назначает и смещает Премьера Госсовета КНР, заместителей Премьера Госсовета КНР, членов Госсовета КНР, министров, председателей комитетов, главного ревизора, начальника секретариата Госсовета КНР;
- награждает государственными наградами и присваивает государственные почётные звания;
- опубликовывает указы о помиловании, о введении военного положения;
- объявляет о состоянии войны;
- опубликовывает указы о мобилизации.

Председатель и заместитель Председателя КНР избираются ВСНП сроком на 5 лет, и они не могут занимать эти должности более, чем 2 срока подряд. Чтобы стать кандидатом и избраться возраст должен превышать 45 лет. 
На данный момент председателем КНР является избранный в 2013 году в возрасте 60 лет - Си Цзиньпин. 
В 2018 году из Конституции КНР исключено 10-летнее ограничение на правление председателя КНР.

## Государственный совет
Государственный совет КНР, то есть Центральное народное правительство, является исполнительным органом высшего органа государственной власти. Госсовет ответственен перед ВСНП и ему подотчётен; в период между сессиями ВСНП ответственен перед Постоянным комитетом ВСНП и ему подотчётен.
В состав Государственного совета КНР входят:
- премьер Госсовета КНР;
- заместители Премьера Госсовета КНР;
- члены Госсовета КНР;
- министры;
- председатели комитетов;
- главный ревизор;
- начальник секретариата.

Срок полномочий Премьера, заместителей Премьера и членов Госсовета — 5 лет, они не могут занимать эти должности более чем 2 срока подряд.

## Центральный военный совет КНР
Центральный военный совет КНР руководит всеми вооружёнными силами страны. Председатель, его заместители и члены ЦВС КНР избираются на пятилетний срок.

## Местные собрания народных представителей (СНП) и местные народные правительства
Органами государственной власти и государственными административными органами в Китае на местах являются местные СНП и местные народные правительства, в районах национальной автономии — органы самоуправления.

### Местные СНП
Местные СНП являются органами государственной власти на местах. Депутаты СНП провинций, автономных районов, городов центрального подчинения, автономных округов и городских округов избираются СНП на ступень ниже их; депутаты уездов, автономных уездов, городских уездов, городских районов, волостей, национальных волостей и посёлков избираются непосредственно избирателями. Сроки полномочий СНП провинций, автономных районов, городов центрального подчинения, автономных округов и городских уездов — 5 лет; сроки полномочий СНП уездов, автономных уездов, городских уездов, городских районов, волостей, национальных волостей и посёлков — 3 года.

### Местные народные правительства
Местные народные правительства являются исполнительными органами местных СНП, государственными административными органами на местах.

### Органы самоуправления в районах национальной автономии
В автономных районах, автономных округах и автономных уездах создаются СНП и народные правительства. В числе председателей и заместителей председателей постоянных комитетов СНП автономных районов, автономных округов и автономных уездов, председателей автономных районов, начальников автономных округов и автономных уездов должны быть граждане тех национальностей, которые представляют районную автономию.
Органы самоуправления в районах национальной автономии осуществляют функции других местных государственных органов, пользуются правом на автономию в пределах компетенции, установленной Конституцией, законом о национальной районной автономии и другими законами, проводят в жизнь государственные законы и политические установки с учётом конкретных местных условий. Органы самоуправления в районах национальной автономии имеют право в соответствии с политическими, экономическими и культурными особенностями национальности или национальностей данной местности принимать положения об автономии и отдельно действующие положения. При осуществлении своих функций официальные лица должны пользоваться одним или несколькими языками и письменностью, распространёнными в данной местности.

## Народные суды и народные прокуратуры

### Народные суды
Народные суды включают:
- Верховный народный суд
- местные народные суды
- специальные народные суды (военные суды и т.п.)

К местным народным судам относятся низовые народные суды, народные суды средней ступени и народные суды высшей ступени.

### Народные прокуратуры
Народная прокуратура КНР является государственным органом надзора за соблюдением законности. Организация Верховной народной прокуратуры, местных народных прокуратур и других специальных прокуратур аналогична организации народных судов.